# Бейкер, Тэйн
Тэйн Бейкер (англ. Thane Baker; род. 4 октября 1931, Элкхарт, Канзас) — американский легкоатлет (бег на короткие дистанции, эстафетный бег), чемпион и призёр Олимпийских игр, мировой рекордсмен.

## Карьера
На летних Олимпийских играх 1952 годах в Хельсинки Бейкер стал серебряным призёром в беге на 200 метров, проиграв своему соотечественнику Бобби Морроу. Бейкер также был заявлен в эстафетах 4×100 и 4×400 метров, но в соревнованиях не участвовал.
На следующей Олимпиаде в Мельбурне Бейкер участвовал в беге на 100 и 200 метров и эстафете 4×100 метров. В первой дисциплине он стал серебряным призёром Олимпиады, а во второй — бронзовым. В эстафете сборная США стала чемпионкой Олимпиады, установив по ходу соревнований мировой рекорд — 39,5 с.
1. 1 2 3 4  Tchir P. List of the Oldest Living Olympians (aged 90+)